# 키스 레딘
키스 레딘(Keith Reddin, 1956년 7월 7일 ~ )은 미국의 각본가, 연극 배우, 텔레비전 배우, 영화 프로듀서이다.
뉴저지주에서 태어났다.

## 영화
- 레볼루셔너리 로드 (2008년) - 프랭크의 직장 상사, 테드 밴디 역
- 나이트 리스너 (2006년)
- 썸원 라이크 유 (2000년)
- Law & Order : 성범죄전담반 1 (1999년)
- 레이즈 (1999년)
- 알라미스트 (1997년)
- 로리타 (1997년) - 리거 역
- 투 웡 푸 (1995년)
- 유희의 종말 (1992년)
- 로렌조 오일 (1992년)
- 행운의 반전 (1990년)
- 사인 오프 라이프 (1989년)
- 어둠 속에 홀로 (1982년)